# عشتار أربيلا
عشتار أربيلا أو سيدة أربيلا(الأكادية: d bēlat(gašan)- uru arba-il )إلهة بارزة في الإمبراطورية الآشورية الجديدة. هي الإلهة الوصية على مدينة أربيل(أو أربيل ، أربيل الحديثة) وكذلك إلهة راعية للملك. متميزة بشكل واضح عن غيرها من آلهة"عشتار"في العبادة الدينية. على سبيل المثال، في مدينة آشور، لها ضريح منفصل عن عشتار آشور، وكان لعشتار نينوى عبادة منفصلة عن أي من الآلهة في آشور بالإضافة إلى وجودها في أربيل. وبالمثل، عادة ما يتم التمييز بينهما في الترانيم، والنصوص النبوية، والمعاهدات. في ترنيمته لعشتار نينوى وأربلا، يشير الملك آشور بانيبال إلى الزوج باسم "عشتار" ويستخدم لغة الجمع في جميع الأنحاء، فضلاً عن إسناد وظائف مختلفة لهم في دعم الملك.ومع ذلك، يبدو أن بعض النصوص الشعرية والنبوية لا ترسم خطوطًا واضحة بين هوياتهم وتشير إلى "عشتار" غير محددة.

## الأيقونات
في رواية رؤية ليلية لعشتار في أربيل في سجلات آشور بانيبال، وصف الإلهة بأنها تحمل أسلحة:"دخلت عشتار التي تسكن في أربيل. تحمل جعبتها معلقة إلى اليسار واليمين وتحمل قوسًا في ذراعها وسيفًا حادًا مسلولًا لخوض المعركة".في ترنيمة أربيل، وصفها بأنها تجلس على أسد مع الأسود القرفصاء تحتها وملوك جميع الأراضي يختبئون حولها. تتوافق هذه الأوصاف مع الصورة الموضحة على لوحة التكريم من تيل بارسيب الموضحة أعلاه، حيث تقف على أسد ومجهزة بسيف وجعبتين. توجد نجمة على غطاء رأسها، ربما بسبب اتصالها بكوكب الزهرة، وتظهر دائرة ذات خطوط مشعة خلفها لتمثل إشعاعها الإلهي.

## يعبد

### الألفية الثانية قبل الميلاد
أقدم ظهور معروف للقب "سيدة أربيلا" يأتي من نص طقسي يعود للقرن الرابع عشر قبل الميلاد وُجد في نوزي.نجا ذكر لمعبد إيغاشانكلاما من عهد شلمنصر الأول(1273-1244 قبل الميلاد)، وصف كيف أعاد بناء هذا المعبد و زقورته من أجل "الإلهة عشتار، سيدة مدينة أربيل، سيدتي" إلى جانب معابد أخرى في جميع أنحاء الإمبراطورية. ويزعم أنه أعاد بناء هذه "المراكز الدينية والأضرحة بشكل أفضل من ذي قبل"، مما يعني إن المعبد كان موجودًا بالفعل قبل هذا التاريخ. نظرًا لأن المدينة ربما لم تكن موجودة أبدًا بدون معبد وأن أسمها معروف من نصوص الألفية الثالثة قبل الميلاد من إيبلا وفترة أور الثالثة، فقد تكون عبادتها موجودة في الألفية الثالثة قبل الميلاد أيضًا.هزم دادوشا ملك أربيلا ملك إشنونا، وهو الحدث الذي احتُفل به على لوحة دادوشا، وكان له الاسم الثيوفوري بونو عشتار. تشير النصوص الطقسية من القرن الثاني عشر قبل الميلاد إلى الملابس والتضحيات للمعبد، ويوجد تمثال برونزي تم العثور عليه في بحيرة أورميا للملك آشور دان(1178-1133 قبل الميلاد)يحمل النقش التالي:
To the goddess Ištar, the great mistress who dwells in Egašankalamma, mistress of Arbail, [his] mistress: For the life of Aššur-dān, king of [Assyria], his lord, Šamšī-bēl, temple scribe, son of Nergal-nadin-ahi (who was) also scribe, for his life, his well-being, and the well-being of his eldest son, dedicated and devoted (this) copper statue weighing x minas. The name of this statue is: 'O goddess Ištar, to you my ear (is directed)!'
تشير النصوص الإدارية من عهد آشور دان إلى تجهيز الأغنام للتضحية بـ" نوغات إيبي" لعشتار أربيلا، كما ذكر تسليم الملابس الطقسية للإلهة في نص من عهد إنليل-كودوري-أوسور(ق. 1196-1192 قبل الميلاد).

### الألفية الأولى قبل الميلاد
بلغت عشتار أربيلا أعلى مكانتها في الألفية الأولى قبل الميلاد. تم بناء ضريح في ميلقيا، بالقرب من أربيل، حيث ذكر شلمنصر الثالث (859-824 قبل الميلاد)أنه احتفل بمهرجان أكيتو على شرفها. في حين تشير الرسائل إلى إن مدينة أربيل ومعبد عشتار داخلها كانتا في حالة سيئة الصيانة في عهد سرجون الثاني(722-705 قبل الميلاد)، فإن ملوك سرجون اللاحقين اعتبروها واحدة من أنصارهم الرئيسيين واستثمروا في عبادتها ومدينتها. تم بناء ثلاثة مجاري مائية لتزويد أربيل بالمياه في عهد سنحاريب، وصف المدينة بأنها "مسكن الإلهة عشتار، السيدة الرفيعة".وصف أسرحدون التجديدات الباهظة التي أجراها على المعبد بما في ذلك التراكبات الفضية والذهبية، ووصف آشور بانيبال أيضًا التجديدات التي أجراها والعناية الدؤوبة التي بذلها لدعم أنشطة المعبد(RINAP Ashurbanipal 5 185:4، RINAP Ashurbanipal 7 v 98–106).عشتار أربيلا واحدة من الآلهة المذكورة في معاهدة انضمام أسر حدون، ومعاهدة الخلافة، ومعاهدته مع الملك بعل ملك صور كضامن إلهي لهم.
الحملة المنتصرة شنها آشور بأنيبال ضد الملك تيومان العيلامي بدأت بعبادة في معبد عشتار في أربيل. في نسخة بريزم ب من سجلاته، عشتار أربيلا هي محرك السرد والداعمة الثابتة لآشور بأنيبال. وإنها تحرم تيومان من عقله حتى يرغب في القتال ضد الملك الآشوري.يذهب آشور بأنيبال إلى معبدها، وينحني أمامها، ويبكي وهو يدعو الإلهة:
 

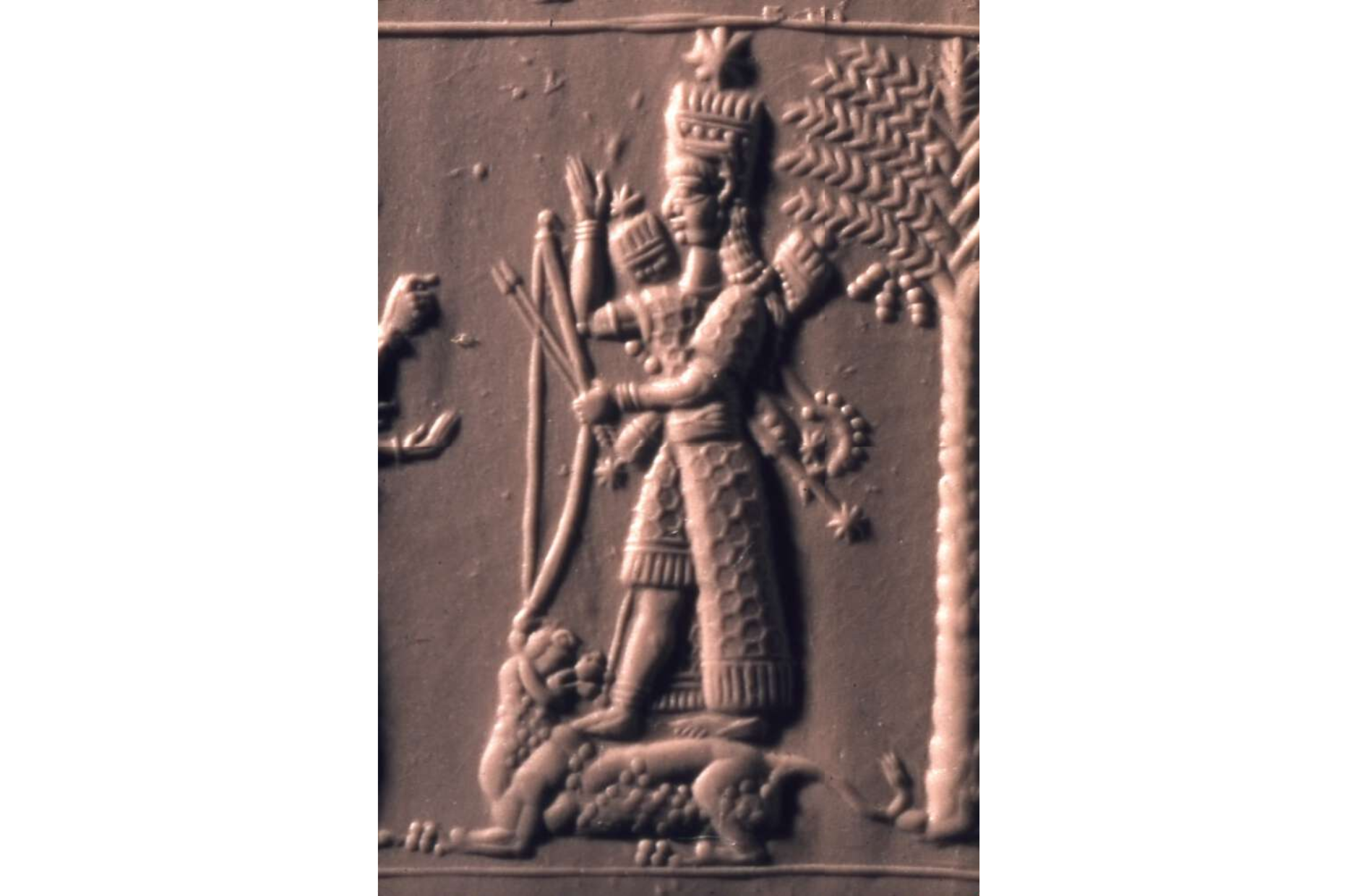
عشتار من أربيل تحمل قوسًا وتقف على أسد على ختم أسطواني من العصر الآشوري الحديث من أواخر القرن الثامن قبل الميلاد.

تظهر الإلهة لأحد رائى آشور بانيبال في رؤية ليلية، وهي مسلحة بالكامل، وتواسي آشور بأنيبال قبل أن توجه غضبها على تيومان. هُزم تيومان في معركة أولاي. وبعودة القوات الآشورية من حملتها، عرضوا تيومان وزوجته مقيدين بالأغلال أمام موليسو وعشتار أربيلا قبل قطع رأس الملك العيلامي.
أقام آشور بأنيبال في مدينة أربيل، واحتفل بأعياد الإلهة في شهري أبو (الخامس، يوليو/أغسطس) وأدارو (الثاني عشر، فبراير/مارس). يصف نص معروف باسم "طقوس إيغاشانكالاما" كيف كانت طقوس المعبد تشبه تلك التي يتم إجراؤها في نيبور. يصف النص كيف ترتبط أفعال احتفالية معينة بأحداث أسطورية في السرد الطقسي. تبدأ قصة الطقوس ببكاء عشتار على موت عشتاران. يلقي بيل بإيا إلى أبزو، ويقتل نابو الوحش أنزو، ويهزم بيل آنو ويقطع رأسه، وينزل إله إلى العالم السفلي ثم يعود منه.
تشير النصوص الإدارية من القرن السابع إلى قروض الفضة التي قدمها التجار المرتبطون بمعبد عشتار أربيلا. ضمنت العقود المتعلقة ببيع الأراضي أو العبيد "بنودًا جزائية" حيث يتعين على الطرف المخالف للعقد دفع غرامة للمعبد بالإضافة إلى إعادة الأموال إلى مالكها عشرة أضعاف.

### الألفية الأولى الميلادية
اقترحت عالمة الآشوريات الدكتورة ستيفاني دالي أن كهنوت عشتار أربيلا أستمر حتى القرن الرابع الميلادي على الأقل. تربط الإلهة إشار-بيل المعروفة من النقوش والأسماء اللاهوتية في الحضر في القرن الثاني الميلادي بعشتار أربيلا على أساس النصوص الآرامية التي تثبت أن الآشوريين نطقوا عشتار باسم اشار وارتباطها بمهرجان أكيتو. علاوة على ذلك، وفقًا للنص السيرة الذاتية المعروف باسم أعمال أيثلها الكاهن(الوثني)وحفصي الشماس، أستشهد كاهن "شربل أربيل" الذي أعتنق المسيحية مؤخرًا في عام 355 أثناء اضطهاد الملك الساساني شابور الثاني.ومع ذلك، يحذر الدكتور جويل ووكر من الاعتماد على هذه الرواية الاستشهادية المعزولة، خاصة أنها عمل خيالي مستوحى من الأدب الاستشهادي الإديسي القديم. ويشير إلى أنه حتى الآن ليس لدينا دليل موثوق به على عبادة عشتار أربيلا من بعد العصر الأخميني فصاعدًا، وهو الوضع الذي قد يتغير مع المزيد من علم الآثار.

## المعابد
المعبد الرئيسي لعشتار أربيلا هو إيغاشانكلامما ( é.gašan.kalam.ma أو بيت سارات ماتي،"بيت ملكة الأرض"). كانت بلدة ميلقيا، بالقرب من أربيل، موطنًا لمعبد يسمى "قصر السهوب" ومنزل أكيتو لعشتار. ستبدأ الاحتفالات في أربيل، ومن ثم يتم نقل الصورة الطقسية للإلهة إلى ميلقيا. ومن هنا موكب أكيتو يتجه إلى بلتيل في مدينة آشور، حيث الملك يدخل إلى حضرتها بشكل احتفالي. وقد سافرت الصورة الطقسية أيضًا إلى ميلقيا أثناء الحملات العسكرية، وبينما كانت موجودة هنا، أُطلق على الإلهة أيضًا اسم "شاترو". كان يتم الاحتفال بمهرجانات النصر هنا عند عودة الملك.

## الدور في النبوة
في حين النبوءات من آلهة أخرى نجت من الفترة الآشورية الحديثة، فإن تلك المتعلقة بعشتار أربيلا هي الأكثر عددًا، حيث تشكل7من الأنبياء الخمسة عشر المعروفين. وباعتبارها الممرضة الإلهية للملك، مرتبطة بالشرعية والخلافة، وهو ما يشكل مصدر قلق كبير للملوك مثل أسرحدون وآشور بأنيبال الذين كانت خلافتهم محل نزاع(SAA 9 1.6). كما أنها ضمنت سلامته الشخصية(SAA 9 1.10) وباعتبارها إلهة الحرب، فقد منحت الملك النصر على أعدائه في الحملة، كما فيSAA 9 1.1 i 6′–24′:
 
بالإضافة إلى تقديم التشجيع للملك والوعود بالنجاح المستقبلي، نقل الأنبياء روايات عن الشفاعة الإلهية التي قدمتها عشتار أربيلا إلى الجمعية الإلهية، التي قادها الإله الأعلى آشور. أقترح البروفيسور مارتي نيسين أن مثل هذه التجمعات الإلهية لم تكن مجرد أحداث مجردة، بل كانت تؤديها طقوس من قبل الأنبياء. ويدعم ذلك بحسابات النفقات المطلوبة لاجتماع المجلس الإلهي بما في ذلك العديد من الأنبياء في قائمة المهرجانات.

## الارتباطات مع الآلهة الأخرى
تظهر بعض الإشارات إلى العلاقات العائلية لعشتار أربيلا في النصوص. في المنشور ب من حوليات آشور بأنيبال، تتدخل عشتار أربيل لدى آشور،"الأب الذي خلقها"، نيابة عن الملك. يصف النص الطقسي المعروف باسم "طقوس إيغاشانكالاما"عشتاران بأنه شقيق عشتار أربيل.